# ببرها در هند

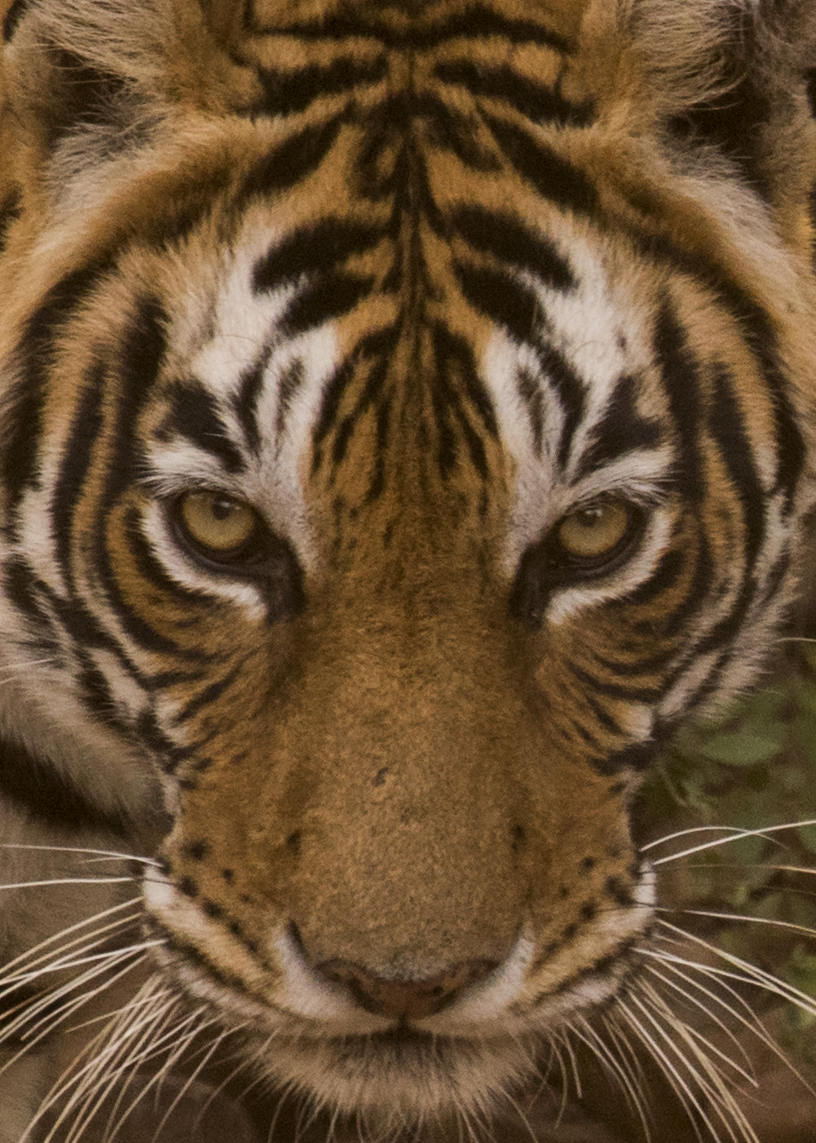
ببر سلطنتی بنگال (Panthera tigris)

ببرها در هند (انگلیسی: Tigers in India) بیش از ۷۰ درصد از جمعیت جهانی ببرها را تشکیل می‌دهند. ببر در هند به پیشنهاد هیئت ملی حیات وحش از ماه آوریل ۱۹۷۲، به‌طور رسمی به عنوان حیوان ملی انتخاب شده است.ببرها در زبان‌های محلی رایج، باگ (baagh) یا شیر (sher) نامیده می‌شوند. ببر بنگال (Panthera tigris tigris [NCBI:txid74535]) گونه ای است که به غیر از بیابان تار، منطقه پنجاب و ناحیه کوتچ در سراسر کشور هند یافت می‌شود. این نوع ببر می‌تواند در میان تمام گربه‌ایان به بزرگ‌ترین اندازه بدن نائل گردد،:۲۹ و به خاطر همین، ببر سلطنتی بنگال نامیده شده است. پوست آنها بعد از شکار و جدا شدن از بدن، می‌تواند تا ۴ متر هم به ثبت برسد. طول بدن این نوع ببر از بینی تا نوک دم می‌تواند به ۳ متر برسد و وزن آن می‌تواند تا ۲۸۰ کیلوگرم باشد در حالی که ببر نر از ببر ماده سنگین تر است. متوسط امید به زندگی در آنها، حدود ۱۵ سال است.